# Freak Power
Freak Power var et Acid Jazz band fra Storbritannien. Bandet blev dannet af Norman Cook (senere kendt som Fatboy Slim), Ashley Slater (fra Loose Tubes) Bandets allerstørste hit er "Turn on, Tune in, Cop out", som blev udgivet i Oktober 1993.

## Diskografi
- Drive-Thru Booty (1994)
- More Of  Everything For Everbody (1996)

| Musikgruppe | Spire Denne artikel om en britisk musikgruppe er en spire som bør udbygges. Du er velkommen til at hjælpe Wikipedia ved at udvide den. |